# Hurbanovo námestie

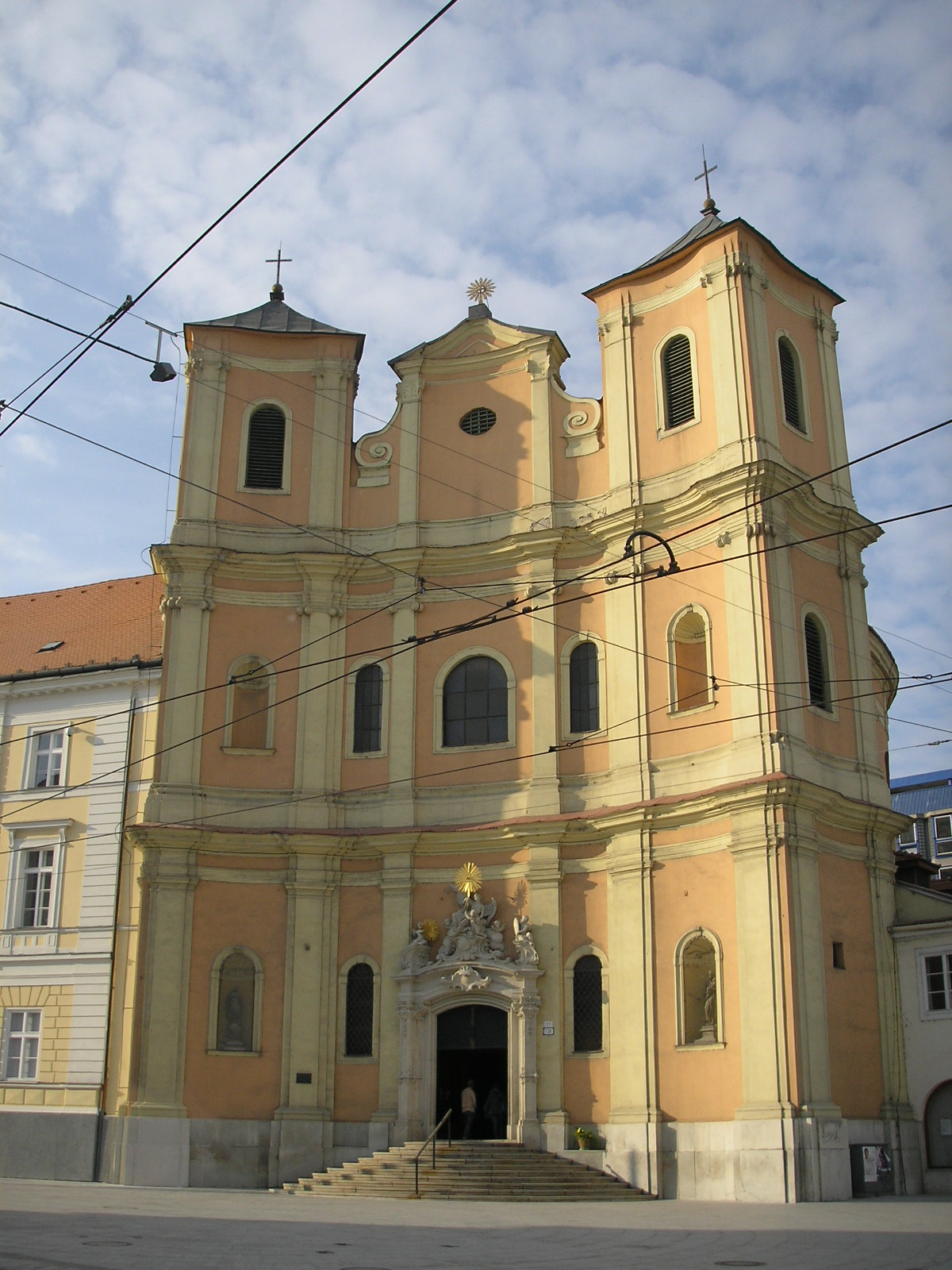
Kościół Trynitarzy

Hurbanovo námestie (dawniej niem. König-Ludwig-Platz, węg. Nagy Lajos tér) – plac w Bratysławie, w dzielnicy Stare Miasto, na obrzeżach zabytkowego centrum miasta i na skrzyżowaniu ulic Kapucínska, Suché mýto, Obchodná i Námestie Slovenského národného povstania.
Ważnym zabytkiem na placu jest Kościół Trynitarzy.